# Kybernetický útok
Kybernetický útok (cyberattack, také označovaný jako hackerský útok) je možné definovat jako jakékoli úmyslné jednání útočníka v kyberprostoru, které směřuje proti zájmům jiné osoby. Za převážnou většinou útoků je lidská chyba. Napojení na internet představuje riziko i pro automobily, solární elektrárny či odběratele.
Může to být útok jedince nebo skupiny hackerů, případně útok cizí mocnosti. Může mít celou řadu motivací od snahy dokázat, že lze nějakou úroveň zabezpečení různých on-line systémů prolomit, přes kriminální činy, až k organizovaným akcím různých vlád. Pro kriminální účely se často páchají tyto útoky například prostřednictvím tzv. zombie botů, tedy na dálku ovládaných sítí nakažených počítačů. Kybernetické útoky probíhají často skrytě a vypátrání či usvědčení viníků může být složité. Zásahy proti kybernetickým útokům mohou být také skryté. Jedná se o ilegální aktivitu, existuje ale i jeho „legální“ forma – tzv. „etický hacking“, nazývaný též „penetrační testování“ či „pentesting“.

## Typy útoků
Útoku se obvykle dopouští lidé se špatnými úmysly. Do této kategorie spadají tzv. black hatted útoky. Útoky mohou být klasifikovány podle jejich původu, tj. zda jsou vedeny z jednoho nebo více počítačů. V druhém případě se útok nazývá distribuovaný. K provedení distribuovaných útoků se využívá botnet. Další rozdělení je podle použitého postupu při útoku nebo dle typu zneužití slabých míst. Útoky mohou být vedeny na síť mechanismů nebo hostitelských funkcí.
Některé útoky jsou fyzické, tj. odcizení nebo poškození počítačů a dalších zařízení. Jiné typy útoků jsou pokusy o změnu v logice používané v počítačích či protokolech počítačových sítí, které způsobí nepředvídatelné výsledky (spíš nestandardní chování), jež jsou však pro útočníka užitečné. Software určený k vniknutí nebo poškození počítačového systému se nazývá malware.

### Seznam typů útoků
- pasivní (pouze odposlouchávají)
  - odposlouchávání (wiretapping)
  - skenování portů (port scanning)
  - idle scan
  - keylogger
  - zadní vrátka
  - sledování kolísání latence[8]
- aktivní (mění svůj cíl)
  - denial of service
  - spoofing
  - síťové
    - man in the middle
    - ARP poisoning
    - ping flood
    - ping smrti
    - smurf attack

  - hostitelské
    - přetečení bufferu (Buffer overflow)
    - přetečení na haldě (Heap overflow)
    - přetečení na zásobníku (Stack overflow)
    - formátování textového řetězce (Format string attack)

Další dělení je na:
- Vnitřní útok – autorizovaná osoba systém nepoužívá správně (například když zaměstnanec i nevědomky spustí malware)
- Vnější útok – útok zvenčí systému (sítě), který způsobují amatérští hackeři, teroristé (kyberterorismus), vlády (Vault 7)

## Vybrané pojmy

### Hacking
Slovo 'hacking' pochází z Massachusettského technologického institutu z šedesátých let 20. století. Původní význam však byl zcela odlišný oproti dnešním hackerům a znamenal upravit či vylepšit, popřípadě opravit. S kriminalitou začal být spojován až v sedmdesátých letech, kdy se začal rozmáhat tzv. phreaking, tedy phone hacking. Jednalo se o hacking telefonních ústředen tak, aby měl útočník zdarma i v té době velmi drahé meziměstské hovory.

### Etický hacking
Etický hacking byl poprvé proveden v šedesátých letech 20. století a provedly jej tzv. tygří týmy. Týmům byl zadán úkol, ale nebylo jim řečeno, jak daného cíle dosáhnout, tedy jim dali prostor ke kreativitě a využití všech možných prostředků, které si týmy byly schopné obstarat. V roce 1984 zaúkolovalo Námořnictvo Spojených států amerických své týmy nalezením slabin jejich námořních základen, aby zjistili, jak snadno by do nich dokázali nepřátelé proniknout. Toto je též považováno za jeden z prvních etických hacků vůbec.

### Zranitelnosti
Zranitelnosti jsou označeny tzv. kódem zranitelnosti CVE (z anglické zkratky Common Vulnerability & Exposure) a často i pojmenovány, například zranitelnost BlueKeep (zranitelnost protokolu RDP v systémech Windows) z roku 2019 je označená jako CVE-2019-0708, či zranitelnost EternalBlue (zranitelnost protokolu SMB v systémech Windows) z roku 2017 má označení CVE-2017-0144.

### Exploity
Název vznikl z anglického výrazu "to exploit", který znamená využít, zneužít. Jedná se o malé programy či části kódu, specializované ke zneužití nějaké zranitelnosti. Právě tyto exploity jsou součástí tzv. exploitačních frameworků jako je například Metasploit.

### Příprava útoku
Hackerské jsou často prováděny hackerskými skupinami, nikoli jednotlivci. Samotný útok bývá často připravován dlouhou dobu předtím, než dojde k útoku samotnému. Někdy může jít o útok až několik měsíců či let poté, co byly cílové servery či koncové počítače infikovány.

### Prevence
Obvykle nestačí samotný antivirový program. Škodlivý software se dokáže dobře maskovat, někdy i vyřadit antivirová řešení z provozu ještě předtím než dojde k aktivaci škodlivého kódu. Je nezbytné mít operační systém i antivirový program a jeho virovou databázi neustále aktualizovanou na poslední verzi.

## Česká republika
Aktivnímu počítačovému útoku odpovídá v trestním zákoníku trestný čin neoprávněný přístup k počítačovému systému a nosiči informací podle §230. Primární skutkovou podstatou je samotné překonání bezpečnostních opatření sítě a neoprávněný přístup, operace s daty (jejich užití, vymazání, pozměnění nebo padělání) jsou až sekundární podstatou. Pachateli v závislosti na okolnostech a napáchané škodě hrozí trest odnětí svobody až na osm let, zákaz činnosti nebo propadnutí věci.
Formy pasivního útoku lze klasifikovat jako §182 porušení tajemství dopravovaných zpráv a pachateli hrozí až pětiletý trest odnětí svobody. V případě, že se tohoto trestného činu dopustí jako zaměstnanec vykonávající komunikační činnosti (tj. například zaměstnanec mobilního operátora), jsou sazby ještě přísnější.

### Legislativa
- NBÚ - vyhláška o kybernetické bezpečnosti[12][13]

### Příklady útoků – ČR
2016Data 1,2 milionu klientů firmy T-Mobile podle ÚOOÚ ukradl její zaměstnanec a T-Mobile se dopustil správního deliktu, když data dostatečně nezabezpečil. ÚOOÚ uložil operátorovi pokutu 3,6 milionu korun.
leden 2017Ministerstvo zahraničních věcí České republiky se stalo obětí kybernetického útoku. Potvrdil to Národní bezpečnostní úřad. Hackeři se dostali do desítek e-mailových schránek zaměstnanců ministerstva včetně náměstků a ministra samotného. Podobný útok zde byl v roce 2016 i v 2019. Za jeden podle BIS mohly ruské rozvědky.
květen 2017Masivní kybernetický útok WannaCry zasáhl desítky zemí. V České republice bylo zasaženo jen 370 počítačů, uvedla společnost Avast. Hlavní obětí je údajně britská služba NHS, která je s 1,7 milionu zaměstnanců pátým největším zaměstnavatelem na světě. Zasaženy jsou ale i další velké firmy a instituce včetně služby FedEx, ruského ministerstva vnitra nebo francouzské automobily Renault či německých železnic. V Rusku virus zasáhl několik ministerstev i banku Sberbank.
říjen 2018Úřad pro ochranu osobních údajů uložil společnosti Internet Mall pokutu 1,5 milionu korun za to, že nezabezpečila osobní údaje 735 tisíc svých zákazníků. Jména, příjmení, e-mailové adresy, hesla uživatelských účtů (z důvodu použití slabé hašovací funkce), případně telefonní čísla svých zákazníků Internet Mall nezabezpečil podle úřadu před neoprávněným přístupem v období minimálně od 31. prosince 2014 do srpna 2017.
březen 2020Došlo k masivnímu kybernetickému útoku na Fakultní nemocnici Brno, který na čas vyřadil z provozu některé její IT systémy. Musely se odložit některé plánované operace, základní provoz zařízení údajně zůstal zachovaný. Hacker pronikl do systému nemocnice prostřednictvím kryptoviru Defray (příloha e-mailu). Virus zašifruje napadená data, za jejichž odblokování požaduje útočník výkupné (ransomware). Předběžně vyčíslená škoda činí 150 milionů korun.
květen 2021Čtvrtý den po hackerském útoku Národní knihovna České republiky stále ještě nemohla poskytovat žádné služby fyzicky v sídle instituce. Národní knihovna aktuálně eviduje kolem 30 tisíc čtenářů a spravuje fond historické a novodobé literatury s více než šesti miliony dokumentů, roční přírůstek je zhruba 70 tisíc titulů. Útok byl proveden přes falešný e-mail ze Slovenska.
květen 2022Data Ředitelství silnic a dálnic zašifroval ransomware, takže nebyly funkční weby a tendry musely být zrušeny.
červenec 2025Útok na nemocnici v Nymburku pomocí ransomware.